# Buster Cooper
George 'Buster' Cooper (Saint Petersburg, 4 april 1929 – aldaar, 13 mei 2016) was een Amerikaanse jazztrombonist van de swing.

## Biografie
Buster Cooper bezocht de Gibbs High School in St. Petersburg en speelde aanvankelijk in plaatselijke orkesten zoals de Nat Towles-band in Texas, kwam in 1950 naar New York, studeerde aan de Hartnett School tot 1952, speelde met Lionel Hampton van 1952-1955 en bezocht met zijn band eind 1953 Europa. Hij zat daarna in de huisband van het Apollo Theater in Harlem, speelde met Benny Goodman en vormde zijn eigen band de Coopers Brothers Band met zijn broer Steve (een bassist). Hij maakte deel uit van de Ellington-band tussen 1962 en 1969 en verhuisde in 1973 naar Los Angeles, waar hij met plaatselijke bands speelde. Cooper verscheen later opnieuw met Hampton en in de afgelopen jaren met Thelonious Monk. Hij is ook betrokken geweest bij opnamen met Duke Ellington, de Prestige Blues Swingers, Arnett Cobb, Jack McDuff en A.K. Salim. Tot de jaren 2010 speelde hij regelmatig in St. Petersburg. In zijn latere jaren werkte hij met muzikanten als Woody Herman & de Lionel Hampton All Stars, Curtis Peagler, Gerald Wilson, Bobby Short, Frank Capp/Nat Pierce Juggernaut, Ruth Brown en Yasuko Agawa, het meest recent met The IMTS Jubilee All Stars (When Legends Get Together (met Clark Terry, Sweets Edison, Willie Pickens). Op het gebied van jazz was hij tussen 1952 en 1996 volgens Tom Lord betrokken bij 241 opnamesessies.

## Overlijden
Buster Cooper overleed in mei 2016 op 87-jarige leeftijd.

## Discografie
- 1989: Buster Cooper en Thurman Green: E-bone-ix met Phil Wright, Louie Spears, Dave Tucker